# 茶果菜
茶果菜（ちゃかな）は、日本の女性アイドルグループであった。JA大井川の農産物を全国に発信するために結成されたが2022年3月末に解散。ユニット名の茶果菜とは「お茶」、「果物」、「野菜」から一字ずつ取ったものである。

## 略歴

### 2016年
- 9月、 JAおおいがわ農産物PRユニット「茶果菜」デビュー。

### 2018年
- 10月21日、東京国際交流館で行われたイベント「交流フェスタ2018」で、 つのだ☆ひろと共演。[3]

### 2020年
- 5月23日、Youtubeチャンネルで、 ROSARIO+CROSSのメンバーと同レーベルの櫻井里花とのコラボ配信を行った。[4]
- 10月17日、 -つま恋アイドルフェス2020に出演[5]。

### 2021年
- 4月24日、研修生のみゆうとりんが正規メンバー昇格と二人のTwitter開設。
- 10月16日、研修生のさらさが正規メンバー昇格とTwitter開設。
- 11月1日、新衣装をKADODE OOIGAWAで披露[6]。

### 2022年
- 3月31日、解散。
- 5月29日、解散後であるが焼津市文化会館にてラストライブを行う。

## メンバー

### 現メンバー
| 名前   | 誕生日   | 備考                    |
| ------ | -------- | ----------------------- |
| あいら | 7月4日   |                         |
| あいり |          |                         |
| あおい | 11月1日  |                         |
| あやね | 6月18日  |                         |
| ちあき |          |                         |
| みゆう | 12月11日 | Nine chocolatesメンバー |
| りん   | 3月1日   |                         |
| さらさ | 11月17日 |                         |

### 旧メンバー
| 名前   | 誕生日        | 活動期間                    | 備考                             |
| ------ | ------------- | --------------------------- | -------------------------------- |
| ゆう   | 1994年11月6日 | 初期 - 2017年3月            | バクステ外神田一丁目（夕咲ゆい） |
| ゆりこ |               |                             |                                  |
| りょう |               | - 2018年4月                 |                                  |
| はるひ |               | 2017年9月                   |                                  |
| れな   |               | - 2019年12月15日            |                                  |
| ももか |               | - 2019年12月15日            |                                  |
| みく   |               | 2018年1月 - 2020年3月8日    |                                  |
| あん   |               | - 2020年3月8日              |                                  |
| ふき   |               | - 2020年12月31日            |                                  |
| まゆか |               | 2021年4月                   |                                  |
| ゆみ   |               | - 2021年12月18日            |                                  |
| もか   |               | 2018年10月 - 2021年12月18日 |                                  |

## 作品

### シングル
1. 日本晴れ （2017年8月17日）
2. Lucky Day （2018年5月12日）
3. 進めJA Let's Go！/五穀豊穣（2018年10月10日）
4. 門出∞YELL/茶果菜のCHA CHA CHA（2020年12月27日）

### カバーミニアルバム
1. アイドル時代（2019年12月15日）

## 出演

### テレビ
- しずおかバカ売れの法則（2018年9月29日、テレビ静岡）
- 最上もがの何やらやるらしいTV（2018年11月24日、静岡朝日テレビ）
- しずおかバカ売れの法則（2020年1月25日、テレビ静岡）
- となりのスターさん（2020年10月24日、静岡朝日テレビ）
- サタハピぷらす（2018年、静岡朝日テレビ）
- とびっきり！静岡 土曜日版（2019年、2020年、静岡朝日テレビ）

### インターネット配信
- ROSARIO+CROSS×茶果菜コラボ配信（2020年5月23日 - 、Youtube）
- JAおおいがわ農産物PRユニット茶果菜（2017年～現在 - 、SHOWROOM (ストリーミングサービス)）

### 出演イベント（抜粋）
- 超ドSフェスタしずおか（2017年8月19日）
- 交流フェスタ2018（2018年10月21日）
- 第62回静岡まつり「夜桜乱舞」（2018年3月30日）
- 汐留ロコドル甲子園2018準決勝（2018年8月19日）
- 学生でもライブ作りがしたい！（2019年1月26日）
- 春学祭2019（2019年3月30日）
- 焼津みなとまつり（2019年4月14日）
- 大浜ビーチフェスタ（2019年6月2日）
- 汐留ロコドル甲子園2019準決勝（2019年8月3日）
- 第10回すみだストリートジャズフェスティバル（2019年8月17日）[10]
- 汐留ロコドル甲子園2019決勝（2019年8月24日）
- 豊島市場まつり（2019年10月6日）
- 2019よい仕事おこしフェア （2019年10月７日）
- フードスマイルフェスティバル（2019年10月27日）
- ちびっ子チャレンジカップ2019in静岡（2019年12月1日）
- アイドル戦国☆菊川冬の陣（2019年12月21日）
- iCon(2020年1月26日）
- 茶いちばまつり（2020年2月15日）
- TOKYO IDOL FESTIVAL2020全国選抜LIVE【中部】決勝（2020年7月26日）
- つま恋アイドルフェス2020（2020年10月17日）
- KADODE OOIGAWAオープニングイベント（2020年11月15日）